# 1952
Il 1952 (MCMLII in numeri romani) è un anno bisestile del XX secolo.

## Eventi
- Egitto: scoperta dei papiri Bodmer. I ventidue antichi papiri prendono il nome del loro acquirente Martin Bodmer.

### Gennaio
- 25 gennaio – l'URSS, con altri 14 paesi, pone il veto all'ingresso dell'Italia tra i paesi membri dell'ONU.

### Febbraio
- 1º febbraio – in Italia il Senato vara la "legge Scelba" che vieta la formazione e la riorganizzazione di partiti e movimenti neofascisti (410 voti a favore, 34 contrari).
- 6 febbraio – Londra: Elisabetta II succede al padre Giorgio VI, dopo la morte di quest'ultimo, come sovrano del Regno Unito.
- 18 febbraio – Grecia e Turchia entrano nella NATO.
- 21 febbraio - Bangladesh: diversi studenti bengalesi vengono uccisi dalle forze di polizia del Pakistan (che allora comprendeva il Bangladesh) mentre protestano per far riconoscere la lingua bengalese. Il giorno è ricordato nella giornata internazionale della lingua madre.[1]
- 26 febbraio – il Primo ministro del Regno Unito Winston Churchill annuncia che il paese ha costruito una sua bomba atomica.

### Marzo
- 10 marzo – il generale Fulgencio Batista con un colpo di Stato conquista il potere a Cuba.
- 10 marzo - Mosca (Unione Sovietica): Stalin propone la Riunificazione tedesca che venne respinta dagli Stati Uniti.
- 27 marzo – fallisce un attentato contro il cancelliere della Germania ovest Konrad Adenauer.

### Aprile
- 10 aprile – in occasione della Fiera Campionaria, la RAI inizia, ancora in fase sperimentale, le trasmissioni televisive a Milano (in precedenza, la televisione era visibile solo a Torino).
- 18 aprile – rivoluzione sociale in Bolivia: viene esteso il suffragio universale agli indigeni e alle donne, vengono nazionalizzate le miniere ed approvata la riforma agraria.
- 23 aprile – nuovo test nucleare statunitense nel deserto del Nevada.

### Maggio
- 20 maggio – Italia: il Santo Uffizio decreta la messa all'Indice dei libri proibiti di tutte le opere di Alberto Moravia e rivolge un invito alle autorità italiane "perché non permettano la pubblicazione e la divulgazione di simili scritti".
- 26 maggio – alle elezioni amministrative in Italia, i partiti di centro ottengono il 41,9% dei voti, le sinistre il 33,4%, le destre il 23,5%. A Napoli vincono i monarchici. Achille Lauro sarà il nuovo sindaco della città.
- 27 maggio – Italia, Francia, Germania Ovest, Paesi Bassi, Belgio e Lussemburgo aderiscono, a Parigi, al trattato CED (Comunità Europea di Difesa) che prevede un unico esercito, la Forza Atlantica, guidato da Usa e Gran Bretagna. Forte opposizione delle sinistre.
- 28 maggio – Francia: il Partito comunista francese (PCF) organizza una manifestazione contro la visita del generale statunitense Ridgway, che finirà nella repressione e nel sangue con la morte di due militanti e l'arresto di Jacques Duclos, segretario del partito.

### Giugno
- 21 giugno – gli USA varano il primo sommergibile nucleare, l'USS Nautilus.

### Luglio
- 13 luglio – la Germania Orientale annuncia la creazione del proprio "esercito popolare".
- 23 luglio – entra in vigore il trattato istitutivo della Comunità Europea del Carbone e dell'Acciaio (CECA). Ne fanno parte: Italia, Francia, Germania Ovest, Belgio, Paesi Bassi e Lussemburgo.
- 23-26 luglio – con un colpo di stato militare, i colonnelli egiziani guidati da Gamal Abd el-Nasser rovesciano la monarchia di re Faruq I. Nel frattempo, al Cairo, nasce l'associazione degli studenti palestinesi, di cui fanno parte Yasser Arafat e il futuro gruppo dirigente di Al Fatah.

### Agosto
- 11 agosto – sale al trono di Giordania re Husayn ibn Talal.

### Settembre
- 10 settembre – arriva il TG1, il telegiornale più longevo di Rai 1.
- 18 settembre – l'URSS pone il veto all'ingresso del Giappone tra i membri delle Nazioni Unite.
- 21 settembre – California: Florence Chadwick è la prima donna ad attraversare a nuoto lo Stretto di Catalina (California), in 13 ore, 45 minuti e 32 secondi, nuovo record assoluto.
- 23 settembre – Filadelfia: Rocky Marciano, pugile statunitense di origine italiana, batte per knock-out Jersey Joe Walcott e diviene il nuovo campione del mondo dei pesi massimi. Concluderà la carriera imbattuto.

### Ottobre
- 3 ottobre – Australia: Operazione Hurricane – viene detonata la prima bomba atomica britannica presso l'arcipelago di Montebello.

### Novembre
- 1º novembre – test nucleare statunitense sull'atollo di Bikini, nell'oceano Pacifico. Esplode la prima bomba all'idrogeno. L'ordigno ha la potenza di 10 megatoni.
- 4 novembre – il repubblicano Dwight D. Eisenhower, ex generale dell'esercito, è eletto presidente degli Stati Uniti. Nello stesso giorno, il presidente Truman decreta la creazione della NSA (Agenzia per la Sicurezza Nazionale), la più sofisticata rete di spionaggio mondiale ideata negli USA.

### Dicembre
- 5-9 dicembre – una densa coltre di smog avvolge Londra provocando migliaia di morti.

## Sport
- 14-25 febbraio – si svolgono a Oslo, in Norvegia, i VI Giochi olimpici invernali.
- 16 febbraio – Zeno Colò conquista la medaglia d'oro nella discesa libera ai VI Giochi olimpici invernali ed è il primo campione olimpico italiano dello sci alpino.
- 19 luglio – 3 agosto: si svolgono a Helsinki, in Finlandia, i Giochi della XV Olimpiade.
- 21 luglio – il piacentino Giuseppe Dordoni vince i 50 km di marcia alle Olimpiadi di Helsinki e stabilisce il nuovo record olimpico.
- Motociclismo – Umberto Masetti vince il titolo mondiale nella Classe 500 su Gilera.

## Nati
Ci sono circa 3 260 voci su persone nate nel 1952; vedi la pagina Nati nel 1952 per un elenco descrittivo o la categoria Nati nel 1952 per un indice alfabetico.

## Morti
Ci sono circa 810 voci su persone morte nel 1952; vedi la pagina Morti nel 1952 per un elenco descrittivo o la categoria Morti nel 1952 per un indice alfabetico.

## Calendario
| Calendario 1952 | Calendario 1952 | Calendario 1952 | Calendario 1952 | Calendario 1952 | Calendario 1952 | Calendario 1952 | Calendario 1952 | Calendario 1952 | Calendario 1952 | Calendario 1952 | Calendario 1952 | Calendario 1952 | Calendario 1952 | Calendario 1952 | Calendario 1952 | Calendario 1952 | Calendario 1952 | Calendario 1952 | Calendario 1952 | Calendario 1952 | Calendario 1952 | Calendario 1952 | Calendario 1952 | Calendario 1952 | Calendario 1952 | Calendario 1952 | Calendario 1952 | Calendario 1952 | Calendario 1952 | Calendario 1952 | Calendario 1952 | Calendario 1952 |
| --------------- | --------------- | --------------- | --------------- | --------------- | --------------- | --------------- | --------------- | --------------- | --------------- | --------------- | --------------- | --------------- | --------------- | --------------- | --------------- | --------------- | --------------- | --------------- | --------------- | --------------- | --------------- | --------------- | --------------- | --------------- | --------------- | --------------- | --------------- | --------------- | --------------- | --------------- | --------------- | --------------- |
|                 | 1               | 2               | 3               | 4               | 5               | 6               | 7               | 8               | 9               | 10              | 11              | 12              | 13              | 14              | 15              | 16              | 17              | 18              | 19              | 20              | 21              | 22              | 23              | 24              | 25              | 26              | 27              | 28              | 29              | 30              | 31              |                 |
| Gennaio         | Ma              | Me              | Gi              | Ve              | Sa              | Do              | Lu              | Ma              | Me              | Gi              | Ve              | Sa              | Do              | Lu              | Ma              | Me              | Gi              | Ve              | Sa              | Do              | Lu              | Ma              | Me              | Gi              | Ve              | Sa              | Do              | Lu              | Ma              | Me              | Gi              |                 |
| Febbraio        | Ve              | Sa              | Do              | Lu              | Ma              | Me              | Gi              | Ve              | Sa              | Do              | Lu              | Ma              | Me              | Gi              | Ve              | Sa              | Do              | Lu              | Ma              | Me              | Gi              | Ve              | Sa              | Do              | Lu              | Ma              | Me              | Gi              | Ve              |                 |                 |                 |
| Marzo           | Sa              | Do              | Lu              | Ma              | Me              | Gi              | Ve              | Sa              | Do              | Lu              | Ma              | Me              | Gi              | Ve              | Sa              | Do              | Lu              | Ma              | Me              | Gi              | Ve              | Sa              | Do              | Lu              | Ma              | Me              | Gi              | Ve              | Sa              | Do              | Lu              |                 |
| Aprile          | Ma              | Me              | Gi              | Ve              | Sa              | Do              | Lu              | Ma              | Me              | Gi              | Ve              | Sa              | Do              | Lu              | Ma              | Me              | Gi              | Ve              | Sa              | Do              | Lu              | Ma              | Me              | Gi              | Ve              | Sa              | Do              | Lu              | Ma              | Me              |                 |                 |
| Maggio          | Gi              | Ve              | Sa              | Do              | Lu              | Ma              | Me              | Gi              | Ve              | Sa              | Do              | Lu              | Ma              | Me              | Gi              | Ve              | Sa              | Do              | Lu              | Ma              | Me              | Gi              | Ve              | Sa              | Do              | Lu              | Ma              | Me              | Gi              | Ve              | Sa              |                 |
| Giugno          | Do              | Lu              | Ma              | Me              | Gi              | Ve              | Sa              | Do              | Lu              | Ma              | Me              | Gi              | Ve              | Sa              | Do              | Lu              | Ma              | Me              | Gi              | Ve              | Sa              | Do              | Lu              | Ma              | Me              | Gi              | Ve              | Sa              | Do              | Lu              |                 |                 |
| Luglio          | Ma              | Me              | Gi              | Ve              | Sa              | Do              | Lu              | Ma              | Me              | Gi              | Ve              | Sa              | Do              | Lu              | Ma              | Me              | Gi              | Ve              | Sa              | Do              | Lu              | Ma              | Me              | Gi              | Ve              | Sa              | Do              | Lu              | Ma              | Me              | Gi              |                 |
| Agosto          | Ve              | Sa              | Do              | Lu              | Ma              | Me              | Gi              | Ve              | Sa              | Do              | Lu              | Ma              | Me              | Gi              | Ve              | Sa              | Do              | Lu              | Ma              | Me              | Gi              | Ve              | Sa              | Do              | Lu              | Ma              | Me              | Gi              | Ve              | Sa              | Do              |                 |
| Settembre       | Lu              | Ma              | Me              | Gi              | Ve              | Sa              | Do              | Lu              | Ma              | Me              | Gi              | Ve              | Sa              | Do              | Lu              | Ma              | Me              | Gi              | Ve              | Sa              | Do              | Lu              | Ma              | Me              | Gi              | Ve              | Sa              | Do              | Lu              | Ma              |                 |                 |
| Ottobre         | Me              | Gi              | Ve              | Sa              | Do              | Lu              | Ma              | Me              | Gi              | Ve              | Sa              | Do              | Lu              | Ma              | Me              | Gi              | Ve              | Sa              | Do              | Lu              | Ma              | Me              | Gi              | Ve              | Sa              | Do              | Lu              | Ma              | Me              | Gi              | Ve              |                 |
| Novembre        | Sa              | Do              | Lu              | Ma              | Me              | Gi              | Ve              | Sa              | Do              | Lu              | Ma              | Me              | Gi              | Ve              | Sa              | Do              | Lu              | Ma              | Me              | Gi              | Ve              | Sa              | Do              | Lu              | Ma              | Me              | Gi              | Ve              | Sa              | Do              |                 |                 |
| Dicembre        | Lu              | Ma              | Me              | Gi              | Ve              | Sa              | Do              | Lu              | Ma              | Me              | Gi              | Ve              | Sa              | Do              | Lu              | Ma              | Me              | Gi              | Ve              | Sa              | Do              | Lu              | Ma              | Me              | Gi              | Ve              | Sa              | Do              | Lu              | Ma              | Me              |                 |

## Premi Nobel
- per la pace: Albert Schweitzer
- per la letteratura: François Mauriac
- per la medicina: Selman Abraham Waksman
- per la fisica: Felix Bloch, Edward Mills Purcell
- per la chimica: Archer John Porter Martin, Richard Laurence Millington Synge